# خوسيه ألدو
خوسيه ألدو دا سيلفا أوليفيرا جونيور (يُنطق بالبرتغالية: [ʒoˈzɛ ˈawdu]؛ مواليد 9 سبتمبر 1986)، هو مُقاتل فنون قتالية مختلطة ومُلاكم محترف يُنافس حاليًا في فئة وزن الديك في يو إف سي بعد أن نافس سابقًا في وزن الريشة، وكان رابع وآخر بطل ريشة في وورلد إكستريم كايج فايتينج. أصبح أول بطل يو إف سي لوزن الريشة بعد اندماج يو إف سي/وورلد إكستريم كايج فايتينج. يُعتبر ألدو أحد أعظم مُقاتلي فنون القتال المختلطة على الإطلاق، وغالبًا ما يُنظر إليه على أنه أعظم مُقاتل في وزن الريشة على الإطلاق بعد الدفاع عن لقبه في يو إف سي سبع مرات ولقبه في وورلد إكستريم كايج فايتينج مرتين.
بعد هزيمته الأولى في فنون القتال المختلطة في نوفمبر 2005، ظل ألدو بلا هزيمة لأكثر من عقد من الزمان، حيث فاز بـ18 قتالًا متتاليًا حتى حدث يو إف سي 194 في ديسمبر 2015، عندما خسر أمام كونر ماكغريغور. تم تسميته مقاتل العام 2009 من قبل شيردوغ. في تصنيف شيردوغ لشهر أبريل 2017، أطلق على ألدو لقب «أعظم مُقاتل وزن ريشة في تاريخ فنون القتال المختلطة».
اعتبارًا من 27 أغسطس 2024، احتل في المركز العاشر في تصنيفات يو إف سي لوزن الديك.

## الخلفية
وُلِد خوسيه ألدو في 9 سبتمبر 1986 في ماناوس بالبرازيل. عندما كان رضيعًا، سقط على شواية، مما ترك ندبة دائمة على الجانب الأيسر من وجهه. طوال سنوات مراهقته، كان حريصًا على كرة القدم وأراد أن يصبح محترفًا. وقد دعم والده تطلعاته. لكن ألدو سئم من التعرض للضرب في قتالات الشوارع، وبالتالي بدأ في التدرب على الكابويرا لتعلم طرق الدفاع عن نفسه بشكل أفضل في المشاجرات. اعتاد ألدو تدريب الكابويرا في الشوارع بعد الفصول الدراسية، ولفت انتباه مدرب الجيو جيتسو البرازيلية ذات مرة. دعا ألدو لتجربة جلسة واحدة من الجيو جيتسو وبعد الجلسة، قرر ألدو ترك الكابويرا لبدء التدرب على الجيو جيتسو. في سن السابعة عشر، انتقل ألدو من ماناوس إلى ريو دي جانيرو حاملاً ملابسه فقط وعزمًا على التدرب على فنون القتال المختلطة هناك حتى يحقق شيئًا في هذه الرياضة. وهو زميل في الفريق وشريك تدريبي لبطل يو إف سي لوزن الديك السابق رينان باراو في نوفا يونياو.

## مسيرته في فنون القتال المختلطة

### يو إف سي
في 28 أكتوبر 2010، اندمجت وورلد إكستريم كايج فايتينج مع يو إف سي. وكجزء من الاندماج، تم نقل جميع مقاتلي بطولة وورلد إكستريم كايج فايتينج إلى يو إف سي. أصبح ألدو أول بطل لوزن الريشة في يو إف سي، حيث حصل على أول حزام بطولة وزن الريشة في يو إف سي يوم السبت 20 نوفمبر 2010 في حدث يو إف سي 123. وكان من المقرر أن يخوض أول دفاع له في حدث يو إف سي 125 ضد جوش جريسبي. واضطر ألدو إلى الانسحاب من حدث يو إف سي 125 بعد تعرضه لإصابة في الرقبة.

#### الاعتزال
في 18 سبتمبر 2022، وهو نفس يوم ولادة ابنه، أُعلن أن ألدو قد اعتزل فنون القتال المختلطة مع بقاء قتال واحد في عقده مع يو إف سي. وعلى الرغم من التقارير الأولية، لا يزال ألدو مرتبطًا بعقد مع يو إف سي ولكن تم منحه إذنًا لمتابعة الفرص في رياضات أخرى.

#### العودة من الاعتزال
عاد ألدو من اعتزاله وواجه جوناثان مارتينيز في 4 مايو 2024، في حدث يو إف سي 301. وفاز بالقتال بقرار القضاة بالإجماع.
ومن المقرر أن يواجه ألدو ماريو باوتيستا في 5 أكتوبر 2024 في حدث يو إف سي 307.

## حياته الشخصية
كان ألدو فقيرًا أثناء نشأته وكان غالبًا ما يقضي أيامًا قليلة أو معدومة من الطعام. يقول ريد هاريس المدير العام لوورلد إكستريم كايج فايتينج، «لقد أخبروني أن واجني فابيانو سيكون في صالة الألعاب الرياضية، وسيظهر خوسيه، وسيقول واجني، «هل أكلت اليوم أم بالأمس؟» إذا لم يكن كذلك، فيذهبون لإحضار بعض الطعام له. هذا هو مدى فقره». عندما سُئل في مقابلة مع وورلد إكستريم كايج فايتينج عن دوافعه، أجاب ألدو، «رغباتي الشخصية. حلمي، هدفي هو امتلاك منزلي الخاص. هذا الحلم يحفزني أكثر فأكثر كلما اقتربت من تحقيقه». استند الفيلم البرازيلي أقوى من العالم إلى نشأته.
تزوج ألدو من فيفيان بيريرا، التي تحمل الحزام الأرجواني في الجوجوتسو ونافست مرتين على المستوى الاحترافي في الموياي تاي. وُلدت ابنتهما في عام 2012. في 18 سبتمبر 2022، أنجبت فيفيان ابنهما الأول.
ألدو هو من مشجعي كرة القدم المتحمسين ويدعم ناديي فلامنغو وتشيلسي.
لقد سمح للرئيس البرازيلي السابق جايير بولسونارو بالبقاء في منزله في فلوريدا بعد تنصيب لولا.

## البطولات والإنجازات

### فنون القتال المختلطة
- يو إف سي
  - قاعة مشاهير يو إف سي (الجناح الحديث، دفعة 2023)[35]
  - بطولة يو إف سي لوزن الريشة (مرتين، الافتتاحي)
    - سبعة دفاعات ناجحة عن اللقب (العهد الأول)

  - بطل وزن الريشة في يو إف سي المؤقت (مرة واحدة)
  - أنجح عدد دفاعات عن اللقب في تاريخ وزن الريشة في يو إف سي (7)
  - أكثر عدد من الدفاعات المتتالية عن اللقب في تاريخ يو إف سي لوزن الريشة (7)
  - أكثر عدد من نزالات اللقب في تاريخ وزن الريشة في يو إف سي (11)
  - قتال الليلة (أربع مرات) ضد مارك هومينيك، فرانكي إدغار، تشاد مينديز، وماكس هولواي[36][37][38][39]
  - أداء الليلة (مرتين) ضد جيريمي ستيفنز وريناتو مويكانو[40][41]

## سجل فنون القتال المختلطة

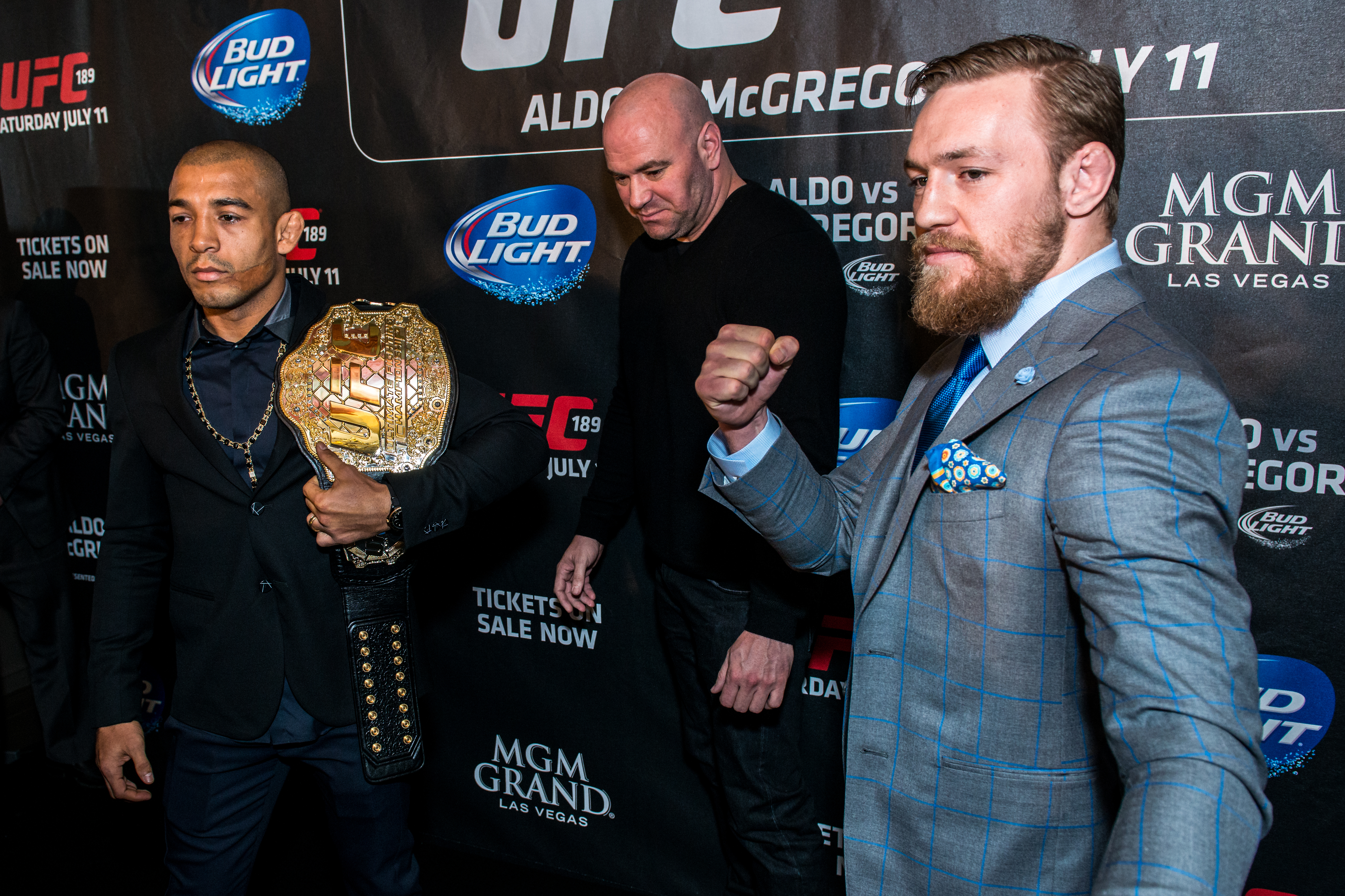
خوسيه ألدو ضد كونور ماكغريغور، جولة UFC 189 العالمية - لندن (من اليسار إلى اليمين) خوسيه ألدو، دانا وايت، وكونور ماكغريغور

| السجل المهني |        |         |
| 41 نزال      | 32 فوز | 9 خسارة |
| ضربة قاضية   | 17     | 4       |
| إخضاع        | 1      | 1       |
| قرار القضاة  | 14     | 4       |

| النتيجة | السجل | الخصم                 | الطريقة                                    | الحدث                                     | التاريخ        | الجولة | الوقت | المكان                                  | الملاحظات                                                                                    |
| ------- | ----- | --------------------- | ------------------------------------------ | ----------------------------------------- | -------------- | ------ | ----- | --------------------------------------- | -------------------------------------------------------------------------------------------- |
| خسر     | 32–9  | ماريو باوتيستا        | قرار القضاة (بالانقسام)                    | يو إف سي 307                              | 5 أكتوبر 2024  | 3      | 5:00  | سولت ليك، يوتا، الولايات المتحدة        |                                                                                              |
| فاز     | 32–8  | جوناثان مارتينيز      | قرار القضاة (بالإجماع)                     | يو إف سي 301                              | 4 مايو 2024    | 3      | 5:00  | ريو دي جانيرو، البرازيل                 |                                                                                              |
| خسر     | 31–8  | ميراب دفاليشفيلي      | قرار القضاة (بالإجماع)                     | يو إف سي 278                              | 20 أغسطس 2022  | 3      | 5:00  | سولت ليك، يوتا، الولايات المتحدة        |                                                                                              |
| فاز     | 31–7  | روب فونت              | قرار القضاة (بالإجماع)                     | يو إف سي على إي إس بي إن: فونت ضد ألدو    | 4 ديسمبر 2021  | 5      | 5:00  | لاس فيغاس، نيفادا، الولايات المتحدة     |                                                                                              |
| فاز     | 30–7  | بيدرو مونهوز          | قرار القضاة (بالإجماع)                     | يو إف سي 265                              | 7 أغسطس 2021   | 3      | 5:00  | هيوستن، تكساس، الولايات المتحدة         |                                                                                              |
| فاز     | 29–7  | مارلون فيرا           | قرار القضاة (بالإجماع)                     | يو إف سي ليلة القتال: تومسون ضد نيل       | 19 ديسمبر 2020 | 3      | 5:00  | لاس فيغاس، نيفادا، الولايات المتحدة     |                                                                                              |
| خسر     | 28–7  | بيتر يان              | ضربة فنية قاضية (باللكمات)                 | يو إف سي 251                              | 12 يوليو 2020  | 5      | 3:24  | أبو ظبي، الإمارات العربية المتحدة       | على لقب بطولة يو إف سي لوزن الديك الشاغر.                                                    |
| خسر     | 28–6  | مارلون مورايس         | قرار القضاة (بالانقسام)                    | يو إف سي 245                              | 14 ديسمبر 2019 | 3      | 5:00  | لاس فيغاس، نيفادا، الولايات المتحدة     | أول ظهور في وزن الديك.                                                                       |
| خسر     | 28–5  | ألكسندر فولكانوفسكي   | قرار القضاة (بالإجماع)                     | يو إف سي 237                              | 11 مايو 2019   | 3      | 5:00  | ريو دي جانيرو، البرازيل                 |                                                                                              |
| فاز     | 28–4  | ريناتو مويكانو        | ضربة فنية قاضية (باللكمات)                 | يو إف سي ليلة القتال: أسونساو ضد مورايس 2 | 2 فبراير 2019  | 2      | 0:44  | فورتاليزا، البرازيل                     | أداء الليلة.                                                                                 |
| فاز     | 27–4  | جيريمي ستيفنز         | ضربة فنية قاضية (باللكمات)                 | يو إف سي على فوكس: ألفاريز ضد بورييه 2    | 28 يوليو 2018  | 1      | 4:19  | كالغاري، ألبرتا، كندا                   | أداء الليلة.                                                                                 |
| خسر     | 26–4  | ماكس هولواي           | ضربة فنية قاضية (باللكمات)                 | يو إف سي 218                              | 2 ديسمبر 2017  | 3      | 4:51  | ديترويت، ميشيغان، الولايات المتحدة      | على لقب بطولة يو إف سي لوزن الريشة.                                                          |
| خسر     | 26–3  | ماكس هولواي           | ضربة فنية قاضية (باللكمات)                 | يو إف سي 212                              | 3 يونيو 2017   | 3      | 4:13  | ريو دي جانيرو، البرازيل                 | خسر لقب بطولة يو إف سي لوزن الريشة. قتال الليلة.                                             |
| فاز     | 26–2  | فرانكي إدغار          | قرار القضاة (بالإجماع)                     | يو إف سي 200                              | 9 يوليو 2016   | 5      | 5:00  | لاس فيغاس، نيفادا، الولايات المتحدة     | فاز بلقب بطولة يو إف سي لوزن الريشة المؤقت، ثم تمت ترقيته لاحقًا إلى البطل بلا منازع.         |
| خسر     | 25–2  | كونر ماكغريغور        | ضربة قاضية (بلكمة)                         | يو إف سي 194                              | 12 ديسمبر 2015 | 1      | 0:13  | لاس فيغاس، نيفادا، الولايات المتحدة     | خسر لقب بطولة يو إف سي لوزن الريشة.                                                          |
| فاز     | 25–1  | تشاد مينديز           | قرار القضاة (بالإجماع)                     | يو إف سي 179                              | 25 أكتوبر 2014 | 5      | 5:00  | ريو دي جانيرو، البرازيل                 | دافع عن لقب بطولة يو إف سي لوزن الريشة. قتال الليلة.                                         |
| فاز     | 24–1  | ريكاردو لاماس         | قرار القضاة (بالإجماع)                     | يو إف سي 169                              | 1 فبراير 2014  | 5      | 5:00  | نيوآرك، نيو جيرسي، الولايات المتحدة     | دافع عن لقب بطولة يو إف سي لوزن الريشة.                                                      |
| فاز     | 23–1  | جونغ تشان سونغ        | ضربة فنية قاضية (باللكمات)                 | يو إف سي 163                              | 3 أغسطس 2013   | 4      | 2:00  | ريو دي جانيرو، البرازيل                 | دافع عن لقب بطولة يو إف سي لوزن الريشة.                                                      |
| فاز     | 22–1  | فرانكي إدغار          | قرار القضاة (بالإجماع)                     | يو إف سي 156                              | 2 فبراير 2013  | 5      | 5:00  | لاس فيغاس، نيفادا، الولايات المتحدة     | دافع عن لقب بطولة يو إف سي لوزن الريشة. قتال الليلة.                                         |
| فاز     | 21–1  | تشاد مينديز           | ضربة قاضية (بالركبة)                       | يو إف سي 142                              | 14 يناير 2012  | 1      | 4:59  | ريو دي جانيرو، البرازيل                 | دافع عن لقب بطولة يو إف سي لوزن الريشة.                                                      |
| فاز     | 20–1  | كيني فلوريان          | قرار القضاة (بالإجماع)                     | يو إف سي 136                              | 8 أكتوبر 2011  | 5      | 5:00  | هيوستن، تكساس، الولايات المتحدة         | دافع عن لقب بطولة يو إف سي لوزن الريشة.                                                      |
| فاز     | 19–1  | مارك هومينيك          | قرار القضاة (بالإجماع)                     | يو إف سي 129                              | 30 أبريل 2011  | 5      | 5:00  | تورونتو، أونتاريو، كندا                 | دافع عن لقب بطولة يو إف سي لوزن الريشة. قتال الليلة.                                         |
| فاز     | 18–1  | ماني غامبوريان        | ضربة قاضية (باللكمات)                      | دبليو إي سي 51                            | 30 سبتمبر 2010 | 2      | 1:32  | بورمفيلد، كولورادو، الولايات المتحدة    | دافع عن لقب بطولة دبليو إي سي لوزن الريشة، ثم تمت ترقيته لاحقًا إلى بطل يو إف سي لوزن الريشة. |
| فاز     | 17–1  | أوريجا فابر           | قرار القضاة (بالإجماع)                     | دبليو إي سي 48                            | 24 أبريل 2010  | 5      | 5:00  | ساكرامنتو، كاليفورنيا، الولايات المتحدة | دافع عن لقب بطولة دبليو إي سي لوزن الريشة.                                                   |
| فاز     | 16–1  | مايك براون            | ضربة فنية قاضية (باللكمات)                 | دبليو إي سي 44                            | 18 نوفمبر 2009 | 2      | 1:20  | لاس فيغاس، نيفادا، الولايات المتحدة     | فاز بلقب بطولة دبليو إي سي لوزن الريشة. أفضل ضربة قاضية في الليلة.                           |
| فاز     | 15–1  | كوب سوانسون           | ضربة فنية قاضية (بالركبة الطائرة واللكمات) | دبليو إي سي 41                            | 7 يونيو 2009   | 1      | 0:08  | ساكرامنتو، كاليفورنيا، الولايات المتحدة | الفائز سيُقاتل على لقب دبليو إي سي لوزن الريشة. أفضل ضربة قاضية في الليلة.                    |
| فاز     | 14–1  | كريس ميكل             | ضربة فنية قاضية (باللكمات)                 | دبليو إي سي 39                            | 1 مارس 2009    | 1      | 1:39  | كوربوس كريستي، تكساس، الولايات المتحدة  |                                                                                              |
| فاز     | 13–1  | رولاند بيريز          | ضربة قاضية (بالركبة واللكمات)              | دبليو إي سي 38                            | 25 يناير 2009  | 1      | 4:15  | سان دييغو، كاليفورنيا، الولايات المتحدة | أفضل ضربة قاضية في الليلة.                                                                   |
| فاز     | 12–1  | جوناثان بروكينز       | ضربة فنية قاضية (باللكمات)                 | دبليو إي سي 36                            | 5 نوفمبر 2008  | 3      | 0:45  | هوليوود، فلوريدا، الولايات المتحدة      |                                                                                              |
| فاز     | 11–1  | ألكسندر فرانكا نوغيرا | ضربة فنية قاضية (باللكمات)                 | دبليو إي سي 34                            | 1 يونيو 2008   | 2      | 3:22  | ساكرامنتو، كاليفورنيا، الولايات المتحدة |                                                                                              |
| فاز     | 10–1  | شوجي ماروياما         | قرار القضاة (بالإجماع)                     | بنكريس: نهائيات بطولة الدم الجديد 2007    | 27 يوليو 2007  | 3      | 5:00  | طوكيو، اليابان                          |                                                                                              |
| فاز     | 9–1   | فابيو ميلو            | قرار القضاة (بالإجماع)                     | أفضل بطولات القتال 3                      | 2 مايو 2007    | 3      | 5:00  | ريو دي جانيرو، البرازيل                 |                                                                                              |
| فاز     | 8–1   | ثياجو ميلر            | قرار القضاة (بالأغلبية)                    | بطولة جولد فايترز 1                       | 20 مايو 2006   | 3      | 5:00  | ريو دي جانيرو، البرازيل                 |                                                                                              |
| خسر     | 7–1   | لوتشيانو أزيفيدو      | إخضاع (خنق خلفي عاري)                      | قتال الغابة 5                             | 26 نوفمبر 2005 | 2      | 3:37  | ماناوس، البرازيل                        | نزال في الوزن الخفيف.                                                                        |
| فاز     | 7–0   | ميكي يونغ             | ضربة فنية قاضية (باللكمات)                 | إف إكس 3: معركة بريطانيا                  | 15 أكتوبر 2005 | 1      | 1:05  | Reading، إنجلترا                        |                                                                                              |
| فاز     | 6–0   | فيل هاريس             | ضربة فنية قاضية (إيقاف الطبيب)             | المملكة المتحدة-1: ليلة القتال            | 17 سبتمبر 2005 | 1      | N/A   | بورتسموث، إنجلترا                       |                                                                                              |
| فاز     | 5–0   | أندرسون سيلفريو       | ضربة فنية قاضية (الاستسلام لركلات سوكر)    | ميكا وورلد فالي تودو 12                   | 9 يوليو 2005   | 1      | 8:33  | ريو دي جانيرو، البرازيل                 |                                                                                              |
| فاز     | 4–0   | أريتانو سيلفا باربوسا | ضربة قاضية (ركلات سوكر)                    | تحدي ريو إم إم إيه 1                      | 12 مايو 2005   | 1      | 0:20  | ريو دي جانيرو، البرازيل                 |                                                                                              |
| فاز     | 3–0   | لويز دي باولا         | إخضاع (خنق مثلث الذراع)                    | شوتو البرازيل 7                           | 19 مارس 2005   | 1      | 1:54  | ريو دي جانيرو، البرازيل                 |                                                                                              |
| فاز     | 2–0   | هدسون روشا            | ضربة فنية قاضية (إيقاف الطبيب)             | شوتو البرازيل: لا تهتز أبدًا               | 23 أكتوبر 2004 | 1      | 5:00  | ساو باولو، البرازيل                     |                                                                                              |
| فاز     | 1–0   | ماريو بيجولا          | ضربة قاضية (ركلة رأس)                      | بطولة القتال البيئي 1                     | 10 أغسطس 2004  | 1      | 0:18  | ماكابا، البرازيل                        |                                                                                              |

## سجل الملاكمة

### الاحتراف
| 2 نزال      | 1 فوز | 0 خسارة |
| ----------- | ----- | ------- |
| قرار القضاة | 1     | 0       |
| تعادل       | 1     | 1       |

| # | النتيجة | السجل | الخصم                     | النوع | الجولة، الوقت | التاريخ      | المكان                                           | الملاحظات |
| - | ------- | ----- | ------------------------- | ----- | ------------- | ------------ | ------------------------------------------------ | --------- |
| 2 | فاز     | 1–0–1 | إستيبان غابرييل إسبيندولا | ق.إ   | 6             | 2 يوليو 2023 | نوفا أونياو أبر أرينا، ريو دي جانيرو، البرازيل   |           |
| 1 | تعادل   | 0–0–1 | جيريمي ستيفنز             | ت.أ   | 6             | 1 أبريل 2023 | فيسيرف فورم، ميلواكي، ويسكونسن، الولايات المتحدة |           |

### الاستعراض
| 1 نزال      | 1 فوز | 0 خسارة |
| ----------- | ----- | ------- |
| قرار القضاة | 1     | 0       |

| # | النتيجة | السجل | الخصم             | النوع | الجولة، الوقت | التاريخ        | المكان                                         | الملاحظات |
| - | ------- | ----- | ----------------- | ----- | ------------- | -------------- | ---------------------------------------------- | --------- |
| 1 | فاز     | 1–0   | إيمانويل زامبرانو | ق.إ   | 6             | 10 فبراير 2023 | نوفا أونياو أبر أرينا، ريو دي جانيرو، البرازيل |           |

## نزالات الدفع مقابل المشاهدة
| #         | الحدث          | القتال                 | التاريخ        | المكان                     | المدينة                                 | المبلغ    |
| --------- | -------------- | ---------------------- | -------------- | -------------------------- | --------------------------------------- | --------- |
| 1.        | دبليو إي سي 48 | ألدو ضد فابر           | 24 أبريل 2010  | أركو أرينا                 | ساكرامنتو، كاليفورنيا، الولايات المتحدة | 175،000   |
| 2.        | يو إف سي 142   | ألدو ضد مينديز         | 14 يناير 2012  | صالة إتش إس بي سي          | ريو دي جانيرو، البرازيل                 | 235،000   |
| 3.        | يو إف سي 156   | ألدو ضد إدغار          | 2 فبراير 2013  | مركز أحداث ماندالاي باي    | لاس فيغاس، نيفادا، الولايات المتحدة     | 330،000   |
| 4.        | يو إف سي 163   | ألدو ضد الزومبي الكوري | 3 أغسطس 2013   | صالة إتش إس بي سي          | ريو دي جانيرو، البرازيل                 | 180،000   |
| 5.        | يو إف سي 179   | ألدو ضد مينديز 2       | 25 أكتوبر 2014 | صالة ماراكانازينيو         | ريو دي جانيرو، البرازيل                 | 180،000   |
| 6.        | يو إف سي 194   | ألدو ضد ماكغريغور      | 12 ديسمبر 2015 | إم جي إم جراند جاردن أرينا | لاس فيغاس، نيفادا، الولايات المتحدة     | 1،200،000 |
| 7.        | يو إف سي 212   | ألدو ضد هولواي         | 3 يونيو 2017   | جونيس أرينا                | ريو دي جانيرو، البرازيل                 | 200،000   |
| 8.        | يو إف سي 218   | هولواي ضد ألدو 2       | 2 ديسمبر 2017  | ليتل سيزرز أرينا           | ديترويت، ميشيغان، الولايات المتحدة      | 230،000   |
| المدفوعات | المدفوعات      | المدفوعات              | المدفوعات      | المدفوعات                  | المدفوعات                               | 2،730،000 |

## وصلات خارجية
- خوسيه ألدو على موقع بوكس ريك (الإنجليزية) (registration required)
- خوسيه ألدو على موقع يو إف سي (الإنجليزية)
- خوسيه ألدو على موقع شيردوغ (الإنجليزية)
- خوسيه ألدو على موقع Tapology.com (الإنجليزية)
- خوسيه ألدو على موقع فايت ماتريكس (الإنجليزية)
- خوسيه ألدو على موقع IMDb (الإنجليزية)
- خوسيه ألدو على موقع قاعدة بيانات الفيلم (الإنجليزية)

| الجوائز و الإنجازات                 | الجوائز و الإنجازات                                                 | الجوائز و الإنجازات              |
| ----------------------------------- | ------------------------------------------------------------------- | -------------------------------- |
| سبقه مايك براون                     | رابع بطل لوزن الريشة في دبليو إي سي 18 نوفمبر 2009 – 28 أكتوبر 2010 | تبعه أصبح بطل يو إف سي           |
| لقب جديد                            | أول بطل لوزن الريشة في يو إف سي 20 نوفمبر 2010 – 12 ديسمبر 2015     | تبعه كونر ماكغريغور              |
| شاغرآخر من حمل اللقب كونر ماكغريغور | ثاني بطل مؤقت لوزن الريشة في يو إف سي 9 يوليو 2016 – 26 نوفمبر 2016 | شاغرحامل اللقب التاليماكس هولواي |
| سبقه كونر ماكغريغور                 | ثالث بطل لوزن الريشة في يو إف سي 26 نوفمبر 2016 – 3 يونيو 2017      | تبعه ماكس هولواي                 |